# Флорешть (Васлуй)
Флорешть, Флорешті (рум. Florești) — село у повіті Васлуй в Румунії. Входить до складу комуни Александру-Влахуце.
Село розташоване на відстані 261 км на північний схід від Бухареста, 15 км на південний захід від Васлуя, 67 км на південь від Ясс, 130 км на північ від Галаца.

## Населення
За даними перепису населення 2002 року у селі проживали 753 особи, з них 752 особи (99,9%) румунів. Рідною мовою 752 особи (99,9%) назвали румунську.